# Tahina
Tahina (někdy jako tahini či tehina) je mírně ředěná sezamová pasta vyrobená z drcených sezamových semínek a mořské soli. Existuje ve dvou variantách – z loupaných sezamových semínek (ta je běžnější jak v Česku, tak v severoafrických zemích, Řecku, Turecku a nebo v zemích Blízkého Východu) a z neloupaných sezamových semínek (běžnější například ve východní Asii).

## Výslovnost
S výrazem tahini či tehina se lze setkávát téměř výhradně v zemích západní Evropy, kde došlo k chybnému přenosu/špatné transkripci.[zdroj?] V zemích Středního východu, například v Maroku, kde se předpokládá[kým?] kolébka těchto specialit, se vyslovuje tchyna. Silné hrdelní „ch“ a spíše tvrdé „i“. V Izraeli platí totéž, slovo טחינה se vyslovuje pouze a výhradně jako tchina.

## Historie
Nejstarší historii tahiny připisují některé výzkumy starověké Persii, odkud přišla do Izraele a tam dodnes patří k nejoblíbenějším jídlům vůbec. Tahina původně nesla název „ardeh“ nebo také „svaté jídlo“ a postupně se rozšířila po celé Indii, Africe, do zemí Středního východu a do Asie.
Starověcí Řekové používali sezam nejen jako součást pokrmů, ale také jako součást léků.[zdroj⁠?!] Údajně i Hippokrates prý chválil sezam pro jeho vysokou výživovou hodnotu.
V Asijských legendách se také objevuje sezam, a to ve spojitosti s léčením jako symbol nesmrtelnosti.[zdroj⁠?!]
Co se týká nedaleké historie sezamové pasty, průzkumy ukázaly, že byla důležitou součástí každodenní stravy tureckých pilotů během první i druhé světové války a během války korejské.[zdroj⁠?!] Tahina pasta byla zařazována do jejich stravy jako pravděpodobný zdroj vytrvalosti, soustředění a prý aby jim pomáhala v psychické a fyzické odolnosti. Od té doby se stala tahina středem velkého zájmu a vzrostl také zájem o etnické potraviny.[zdroj⁠?!]

## Použití
Nejčastěji bývá spolu s cizrnou, citronem, česnekem, chilli a dalšími ingrediencemi součástí pokrmu hummus nebo se používá jako omáčka do falafelu. Typickou cukrovinkou, v které nesmí tahina chybět, je sezamová chalva. Může také sloužit jako součást dresinků do salátů, slouží k zahuštění polévek, lze ji použít jako marinádu na grilované maso, jako pomazánku nebo při pečení do různých druhů moučníků či cukroví a nebo také jako náhražku másla.

## Tahina ve světě

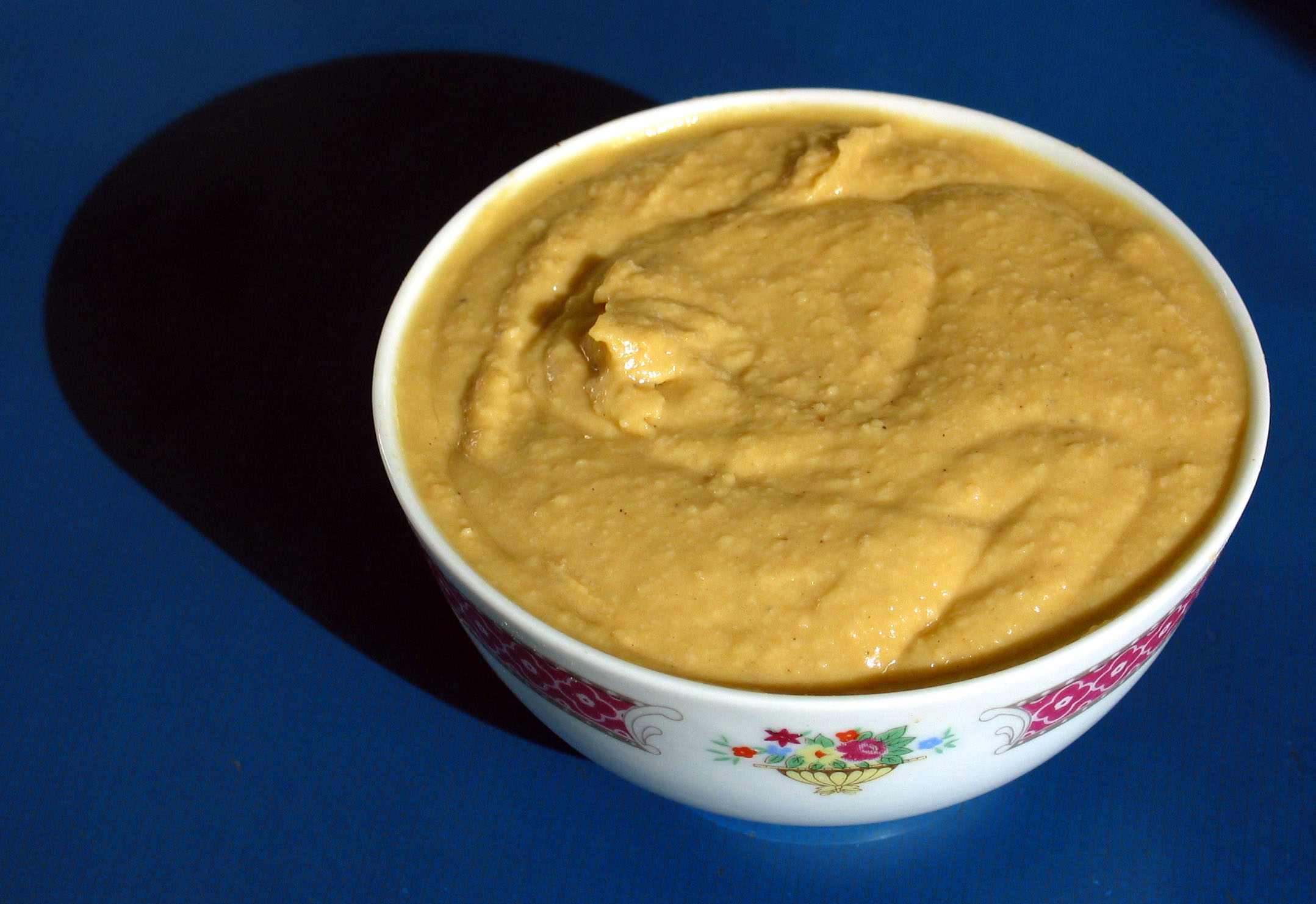
Hummus

V Turecku se tahina (turecky tahin) míchá s pekmezem (něco na způsob ovocného medu nebo povidel) a vzniká pokrm zvaný tahin-pekmez, do kterého se namáčejí kousky chleba. Díky vysoké kalorické hodnotě slouží jako dezert a nebo jako svačina mezi jídly.
V Iráku se tahina míchá s datlovým sirupem a tento sladký dezert se obvykle jí s pečivem.
Na Kypru se do tahiny máčí chléb nebo se používá do pokrmu pita souvlaki, který je však více známý v Řecku s tamějšími typickými tzatziki.
V Sýrii je tahina nezbytnou potravinou, která se používá do mnoho druhů nejrůznějších pokrmů. Její uplatnění zde lze nalézt jako součást již zmiňovaného hummusu, pomazánek, různých dipů, jako omáčka do falafelu, ale také jako součást dezertů.
Na palestinských územích, konkrétně v Gaze, jsou známé dva druhy tahiny: standardně béžová tahinaa a červená tahina, jejíž barvy je dosaženo odlišným a zdlouhavým procesem pražení sezamových semínek, i výsledná chuť je údajně mnohem intenzivnější. Červená tahina se zde nejčastěji používá v kombinaci s jehněčím masem a do salátů.
V Egyptě se tahina automaticky přidává do většiny sendvičů. Oblíbená je zde verze tahiny s přidáním červených pálivých chilli papriček.

## Prospěšnost pro zdraví
Sezamová pasta tahina obsahuje mnoho zdraví prospěšných látek jako například vysoké množství vitamínu E, vitamíny B1, B2, B3, B5 a B15. Je bohatá na minerály jako jsou například fosfor, draslík, zinek, hořčík a železo. Je označována za jeden z nejlepších zdrojů vápníku, obsahuje údajně dokonce více bílkovin, než většina ořechů.[zdroj⁠?!]
Tahina pasta je užitečným doplňkem veganské a vegetariánské stravy.[zdroj⁠?!]